# Harry Redknapp
Henry James „Harry” Redknapp (Poplar, 1947. március 2. –) angol labdarúgó-középpályás, edző. Fia, Jamie Redknapp (akinek felesége az énekes-műsorvezető Louise), unokaöccse, Frank Lampard és annak édesapja, idősebb Frank Lampard szintén labdarúgók. 2010-ben a szezon edzője lett a Premier League-ben.